# 兵庫県道300号本郷藤坂線
兵庫県道300号本郷藤坂線（ひょうごけんどう300ごう ほんごうふじさかせん）は、兵庫県丹波篠山市を通る一般県道である。

## 概要
丹波篠山市本郷から丹波篠山市藤坂に至る。

### 路線データ
- 起点：丹波篠山市本郷（本郷交差点、兵庫県道・兵庫県道97号篠山三和線交点、兵庫県道・兵庫県道710号本郷辻線起点）
- 終点：丹波篠山市藤坂（国道173号交点）
- 総延長：8.982 km

## 地理

### 通過する自治体
- 丹波篠山市

### 交差する道路
| 交差する道路                                                     | 交差する場所 | 交差する場所      |
| ---------------------------------------------------------------- | ------------ | ----------------- |
| 兵庫県道・兵庫県道97号篠山三和線 兵庫県道・兵庫県道710号本郷辻線 | 本郷         | 本郷交差点 / 起点 |
| 兵庫県道301号本郷東浜谷線                                        | 本郷         |                   |
| 国道173号                                                        | 藤坂         | 終点              |

### 沿線
- 本郷郵便局
- 丹波篠山市立西紀北小学校
- 長谷寺

### 峠
- 藤坂峠